# Tawakkul Karman
Tawakkul Karman (Ta'izz, 7 februari 1979) is een Jemenitisch politica namens Al-Islah en mensenrechtenactiviste.
In 2005 richtte ze de mensenrechtenorganisatie Women Journalists Without Chains (WJWC) op. Ze leidde namens de groep tussen 2007 en 2010 meermaals demonstraties op het Vrijheidsplein in Sana'a. Ook organiseerde ze tijdens de protesten in Jemen in 2011 protesten van  studenten.
Samen met Ellen Johnson Sirleaf en Leymah Gbowee uit Liberia werd aan haar in 2011 de Nobelprijs voor de Vrede toegewezen. Ze was met een leeftijd van 32  jaar de jongste ontvanger ooit van een Nobelprijs voor de Vrede.
Karman is van Turkse komaf. In 2012 kreeg ze het Turks staatsburgerschap toegewezen en ze nam de naam Tevekkül Karman aan.

## Filantropie
Op 13 februari 2023 bouwde Tawakkol Karman samen met de Turkse Disaster and Emergency Management Presidency (AFAD) 50 tijdelijke onderkomens voor de slachtoffers van de brutaal aardbeving Turkije-Syrië van 6 februari 2023 en haar stichting stuurde ook hulpkonvooien naar door aardbevingen geteisterde gebieden in Turkije en Syrië.